# عرفية إري
عرفية إري (1988- ) هي سياسية يابانية، وتعد أول يابانية تنحدر من قومية الإيغور تفوز بمقعد في البرلمان الياباني (المعروف باسم الداي) في أبريل 2023، ممثلة عن الحزب الديمقراطي الليبرالي الحاكم عن الدائرة الخامسة بمحافظة تشيبا (شرق البلاد).

## حياتها المبكرة
ولدت عرفية إري لأب ينحدر من الأويغور في إقليم شينجيانغ (غرب الصين)، ولأم من أصول أوزبكية في مدينة كيتاكيوش، عام 1988، وحصلت على الجنسية اليابانية عام 1999، درست في الصين بسبب عمل والدها، وتخرجت من جامعة جورج تاون في تخصص السياسات الدولية.

## مسيرتها المهنية
بعد دراستها الجامعية في الولايات المتحدة الأمريكية، عادت عرفية إري إلى اليابان وعملت بنك اليابان، ثم انتقلت إلى نيويورك لتعمل في في مقر الأمم المتحدة عام 2016، قبل أن تقرر العودة وخوض غمار الانتخابات البرلمانية في اليابان لتحجز مقعداً لها.